# Rütscheten
Das Naturschutzgebiet Rütscheten befindet sich auf dem Gebiet der Gemeinde Bad Bellingen im Landkreis Lörrach.

## Kenndaten
Das Naturschutzgebiet wurde mit Verordnung des Regierungspräsidiums Freiburg vom 22. Juli 1988 ausgewiesen und hat eine Größe von 5,5987 Hektar. Es wird unter der Schutzgebietsnummer 3.163 geführt. Der CDDA-Code für das Naturschutzgebiet lautet 165271  und entspricht der WDPA-ID.

## Lage und Beschreibung
Das Naturschutzgebiet Rütscheten befindet sich auf dem Gebiet der Gemeinde Bad Bellingen auf der Gemarkung Bellingen mit einer Gesamtgröße von rund 5,6 ha.
Das Naturschutzgebiet bestehet aus einem Vegetationsmosaik aus Halbtrockenrasen, Hochstaudengesellschaften, Gebüschen und Gehölzen.
Es ist Lebensraum einer Vielzahl seltener Pflanzen- und Tierarten.

## Schutzzweck
Wesentlicher Schutzzweck ist die Erhaltung eines Vegetationsmosaiks aus Halbtrockenrasen, Hochstaudengesellschaften, Gebüschen und Gehölzen als Lebensraum für eine Vielzahl seltener Tier- und Pflanzenarten.

## Arteninventar
Im Naturschutzgebiet Rütscheten wurde folgende Arten erfasst:
- Geradflügler

Chorthippus biguttulus (Nachtigall-Grashüpfer), Chorthippus brunneus (Brauner Grashüpfer), Chorthippus dorsatus (Wiesengrashüpfer), Chorthippus montanus (Sumpfgrashüpfer), Chorthippus parallelus (Gemeiner Grashüpfer), Chrysochraon brachyptera (Kleine Goldschrecke), Conocephalus discolor (Langflügelige Schwertschrecke), Gomphocerus rufus (Rote Keulenschrecke), Mantis religiosa (Gottesanbeterin), Metrioptera bicolor (Zweifarbige Beißschrecke), Metrioptera roeselii (Roesels Beißschrecke), Nemobius sylvestris (Waldgrille), Oedipoda caerulescens (Blauflügelige Ödlandschrecke), Omocestus ventralis (Buntbäuchiger Grashüpfer), Phaneroptera falcata (Gemeine Sichelschrecke), Pholidoptera griseoaptera (Gewöhnliche Strauchschrecke), Tetrix spec. (Dornschrecke), Tettigonia viridissima (Grünes Heupferd)
- Höhere Pflanzen/Farne

Anacamptis pyramidalis (Hundswurz), Blackstonia perfoliata (Durchwachsenblättriger Bitterling), Carlina vulgaris agg. (Artengruppe Gewöhnliche Eberwurz), Centaurium erythraea (Echtes Tausendgüldenkraut), Dactylorhiza maculata agg. (Artengruppe Geflecktes Knabenkraut), Dianthus carthusianorum (Karthäuser-Nelke), Genista germanica (Deutscher Ginster), Gentianella ciliata (Fransen-Enzian), Gymnadenia conopsea (Mücken-Händelwurz), Gymnadenia odoratissima (Wohlriechende Händelwurz), Juniperus communis (Gewöhnlicher Wacholder), Linum tenuifolium (Zarter Lein), Listera ovata (Großes Zweiblatt), Lotus maritimus (Gelbe Spargelerbse), Medicago minima (Zwerg-Schneckenklee), Melampyrum arvense (Acker-Wachtelweizen), Ophrys holoserica (Hummel-Ragwurz), Ophrys sphegodes agg. (Artengruppe Spinnenragwurz), Orchis mascula (Stattliches Knabenkraut), Orchis militaris (Helm-Knabenkraut), Orchis pallens (Blasses Knabenkraut), Orchis ustulata (Brand-Knabenkraut), Platanthera bifolia (Weiße Waldhyazinthe), Polygala amarella (Sumpf-Kreuzblume), Trifolium montanum (Berg-Klee)
- Reptilien

Coronella austriaca (Schlingnatter), Lacerta agilis (Zauneidechse)
- Säugetiere

Capreolus capreolus (Reh), Lepus capensis (Feldhase), Meles meles (Dachs)
- Schmetterlinge

Boloria dia (Magerrasen-Perlmuttfalter), Colias alfacariensis (Hufeisenklee-Gelbling), Lasiommata megaera (Mauerfuchs), Limenitis populi (Großer Eisvogel), Lycaena phlaeas (Kleiner Feuerfalter), Thecla betulae (Nierenfleck-Zipfelfalter)
- Vögel

Anthus trivialis (Baumpieper), Lanius collurio (Neuntöter), Locustella naevia (Feldschwirl), Lullula arborea (Heidelerche), Milvus milvus (Rotmilan), Oriolus oriolus (Pirol), Phylloscopus trochilus (Fitis), Picus viridis (Grünspecht), Streptopelia turtur (Turteltaube), Sylvia communis (Dorngrasmücke)